# Molinella Calcio 1911
Molinella Calcio 1911 là một câu lạc bộ bóng đá Ý có trụ sở tại Molinella, Emilia-Romagna. Màu sắc của đội là đỏ và xanh. 
Câu lạc bộ được thành lập vào năm 1911 và đã từng tham gia Serie B tại mùa giải 1939-40. 
Edoardo Reja bắt đầu sự nghiệp với tư cách là huấn luyện viên tại Molinella.